# An-Nuwayrí
Xihab-ad-Din Àhmad ibn Abd-al-Wahhab ibn Muhàmmad an-Nuwayrí (àrab: شهاب الدين أحمد بن عبد الوهّاب بن محمد النويري, Xihāb ad-Dīn Aḥmad b. ʿAbd al-Wahhāb b. Muḥammad an-Nuwayrī), més conegut simplement com a Xihab-ad-Din an-Nuwairí o com a an-Nuwayrí (Akhmim, 5 d'abril de 1279-el Caire, 5 de juny de 1333) fou un historiador i jurisconsult egipci. La seva família era originària de la vila d'an-Nuwayra a l'Alt Egipte.
Va escriure una enciclopèdia (una de les quatre principals del seu temps) titulada Nihàyat al-àrab fi-funun al-àdab («L'extrem de l'objectiu en les classes del saber»), dividida en cinc parts de cinc llibres cadascuna. També va escriure una crònica de Síria i una història dels almohades de l'Àndalus i el Màgrib i de la conquesta de Marràqueix.